# Simón Planas
Simón Planas is een gemeente in de Venezolaanse staat Lara. De gemeente telt 40.400 inwoners. De hoofdplaats is Sarare.